# Мокрицкий, Сергей Евгеньевич
Сергей Евгеньевич Мокрицкий (род. 18 февраля 1961, Полияновка, Житомирская область) — российский кинорежиссёр, сценарист, кинооператор, актёр.

## Биография
В 1991 году окончил операторский факультет ВГИКа (мастерская А. Гальперина). Работал на «Мосфильме» и Одесской киностудии. В 1997—2002 годах — оператор-постановщик программы «Куклы» (НТВ).
В 2000 году вместе с Кириллом Серебренниковым, Ильёй Малкиным и А. Марченко организовал киностудию «ЧБК-фильм».

## Личная жизнь
Женат на кинопродюсере Наталье Мокрицкой.

## Избранная фильмография

### Режиссёр
- 2007 — Спецгруппа
- 2008 — Четыре возраста любви
- 2009 — Черчилль
- 2012 — День учителя
- 2015 — Битва за Севастополь
- 2016 — Я — Учитель
- 2018 — Черновик
- 2022 — Первый Оскар
- 2024 — Эль Русо (фильм)
- TBA — ЭПРОН: Сокровища погибшего корабля

### Сценарист
- 2012 — День учителя
- 2015 — Битва за Севастополь
- 2018 — Черновик

### Оператор
| Год  | Фильм                              | Режиссёр                          |
| ---- | ---------------------------------- | --------------------------------- |
| 1993 | Запах осени                        | Виктор Ноздрюхин-Заболотный       |
| 1997 | Путешествие в Малин                | Аркадий Коган                     |
| 1997 | Всё то, о чём мы так долго мечтали | Рудольф Фрунтов                   |
| 1998 | Попы                               | Людмила Уланова, Валерий Залотуха |
| 1998 | Хор девушек                        | Людмила Уланова                   |
| 2001 | Ростов-папа                        | Кирилл Серебренников              |
| 2002 | Дневник убийцы                     | Кирилл Серебренников              |
| 2004 | Баязет                             | Андрей Черных, Николай Стамбула   |
| 2004 | Таксистка                          | Ольга Музалёва                    |
| 2005 | Вокальные параллели                | Рустам Хамдамов                   |
| 2005 | Богиня прайм-тайма                 | Сергей Попов, Владимир Крайнев    |
| 2005 | Охотники за иконами                | Сергей Попов                      |
| 2006 | Сдвиг                              | Анна Кельчевская                  |
| 2006 | Изображая жертву                   | Кирилл Серебренников              |
| 2008 | Автобус                            | Владимир Нахабцев мл.             |
| 2008 | Вконтакте с одноклассниками        | Кирилл Васильев                   |
| 2010 | Бриллианты. Воровство              | Рустам Хамдамов                   |
| 2011 | Мой папа Барышников                | Дмитрий Поволоцкий, Марк Другой   |
| 2011 | Квест                              | Сергей Подзолков                  |
| 2012 | Далеко от войны                    | Ольга Музалёва                    |
| 2012 | Без свидетелей                     | Илья Малкин                       |
| 2016 | Я — Учитель                        | Сергей Мокрицкий                  |
| 2020 | Любовь без размера                 | Мария Шульгина                    |

## Награды
- Премия Федерации еврейских общин России «Скрипач на крыше» — 2015 год.
- Премия Правительства Российской Федерации 2016 года в области культуры[2]
- Премия города Москва[источник не указан 2892 дня]
- Приз «Дебют» на II фестивале «Золотой Феникс» (2009) — за режиссеру фильма «Четыре возраста любви»[3];
- Приз «Лучший режиссёр» конкурса «ТЭФИ — Бессмертный полк» (2017) — за режиссеру фильма «Битва за Севастополь»